# Мул

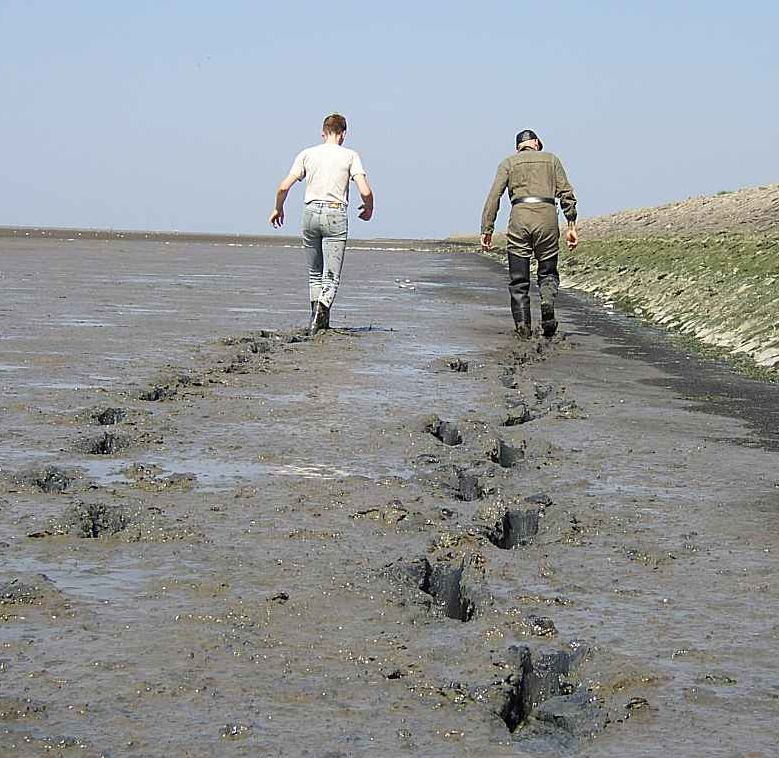
Мул

Мул (англ. ooze, mud, silt) — тонкодисперсний водонасичений неущільнений осад, що утворюється на дні водоймищ. Мул — початкова стадія формування багатьох осадових гірських порід.

## Загальний опис
Розрізняють морський та континентальний (озерний, болотяний) мул, за генезисом — теригенний (глинистий тощо), біогенний (діатомовий, глобігериновий, радіолярієвий тощо), хемогенний (карбонатний тощо), вулканогенний (збагачений вулканічним попелом), за ґранулометричним складом — дрібноалевритовий, алеврито-пелітовий, пелітовий. Іноді мули збагачені органічною речовиною (сапропель).
- Тонкодисперсний високозольний продукт обробки та зневоднення шламів, що утворився внаслідок подрібнення та стирання частинок глинистих порід, їхнього розмокання в процесі збагачення. При накопиченні в обігових водах мул підвищує їхню в'язкість, що негативно впливає на ефективність гравітаційного збагачення. Осадження та зневоднення мулу пов'язане зі значними труднощами, навіть при застосуванні флокулянтів.

## Сілт
Грубий мул, тонкозернистий пісок, алеврит.

## Дослідження
У Житомирі водоканал займається дослідженням шляхів використання зневодненого осаду